# 大溈法泰
大溈法泰（?—?），宋朝僧人，別名佛性法泰大溈泰、佛性泰。號佛性，俗姓李，漢州（今四川廣漢）人。曾奉敕居潭州大溈山。為南嶽下十五世，圓悟克勤禪師法嗣。
出家受具後，學南山之教，遊學各地，與五祖法演相契，得法於圓悟克勤；開法鼎州德山。後遷潭州俗山、道吾、大溈。 門下弟子慧通清旦、靈巖仲安、正法灝、昭覺辯。
法泰法著 《佛性泰禪師語要》一卷行世。《嘉泰普燈錄》卷一四、《五燈會元》卷一九有傳。今錄詩七十一首。

## 外部連結
- 大溈佛性泰禪師十二首 （页面存档备份，存于）
- 嘉泰普燈錄 第14卷